# 2916 Voronveliya
2916 Voronveliya eller 1978 PW2 är en asteroid i huvudbältet som upptäcktes den 8 augusti 1978 av den rysk-sovjetiske astronomen Nikolaj Tjernych vid Krims astrofysiska observatorium på Krim. Den har fått sitt namn efter Boris Alexandrowitsch Woronzow-Weljaminow.
Asteroiden har en diameter på ungefär 4 kilometer och den tillhör asteroidgruppen Flora.